# Bāb al-Ḥadīd
Bāb al-Ḥadīd é um filme de drama egípcio de 1958 dirigido e escrito por Youssef Chahine, Mohamed Abu Youssef e Abdel Hay Adib. Foi selecionado como representante do Egito à edição do Oscar 1959, organizada pela Academia de Artes e Ciências Cinematográficas.

## Elenco
- Farid Shawqi - Abu Siri (أبو سريع ʿAbū Sirīʿ)
- Hind Rostom - Hannuma (هنومة Hanūma)
- Youssef Chahine - Qinawi (قناوي Qināwī)
- Hassan el Baroudi - Madbouli (مدبولي Madbūlī)
- Abdel Aziz Khalil - Abu Gaber (أبو قبر  ʿAbū Qabr)
- Naima Wasfy - Hallawatim (حلاوتي Ḥalāwatī)
- Said Khalil
- Abdel Ghani Nagdi
- Loutfi El Hakim
- Abdel Hamid Bodaoha
- F. El Demerdache
- Said El Araby
- Ahmed Abaza
- Hana Abdel Fattah
- Safia Sarwat

## Temas
A década de 1950 foi difícil para os egípcios devido à revolução política e frustração. Naquela época, a religião desempenhava um papel enorme e as pessoas eram muito conservadoras e sexualmente oprimidas. No entanto, a nova situação trouxe inúmeras mudanças. A nova geração ficou frustrada com os tabus religiosos e as posições fechadas fornecidas pela geração mais velha (Gordon, 2012). Portanto, Canine decidiu mostrar aquele período honestamente e usou o realismo em seu filme que, no final, levou à percepção dos problemas sociais e políticos daquela época. Em geral, este filme foi uma oportunidade para mostrar o Egito real com seus problemas reais que surgiram devido ao novo regime revolucionário.
O conflito no filme está concentrado no desejo dos personagens de melhorar suas vidas. Em particular, Qinawi está tentando alcançar a felicidade no amor, mas falha. Ao mesmo tempo, Abu Siri está alcançando seu objetivo ao organizar o sindicato. Os relacionamentos românticos com Hannuma são secundários para ele, pois seu principal objetivo é obter uma vitória política contra a corrupção. Do ponto de vista moral, "A Estação do Cairo" enfatiza a representação da solidariedade de classe, especialmente a forma como a comunidade protege seus direitos, com seus membros trabalhando juntos para mudar suas vidas para um lado melhor. Portanto, o tema principal de "A Estação do Cairo" é a oposição às estruturas de poder da sociedade.